# Pomârla (gmina)
Pomârla – gmina w Rumunii, w okręgu Botoszany. Obejmuje miejscowości Hulubești, Pomârla i Racovăț. W 2011 roku liczyła 2661 mieszkańców.